# RN17 (Mali)
Die RN17 ist eine Fernstraße in Mali, die in Gao an der Ausfahrt der RN15 beginnt und in Labbézanga an der Grenze nach Niger endet. Sie ist 204 Kilometer lang.